# 勒法韦特
勒法韦特（法語：Le Faouët，法語發音：[lə fawɛt]）是法国莫尔比昂省的一个市镇，属于蓬蒂维区。

## 地名
该地名“Le Faouët”发音为[lə fawɛt]，末尾字母“s”发音，《世界地名翻译大辞典》与《世界地名译名词典》将其误译作“勒法韦”。

## 地理
勒法韦特（48°1'59"N, 3°29'29"W）面积34.03 平方千米，位于法国布列塔尼大區莫尔比昂省，该省份为法国西北部沿海省份，位于布列塔尼半岛南部，北起阿摩尔滨海省、西接菲尼斯泰尔省，南濒大西洋，东南接大西洋卢瓦尔省，东临伊勒-维莱讷省。
与勒法韦特接壤的市镇（或旧市镇、城区）包括：朗戈内、普里济亚克、梅朗、朗韦内让、吉斯克里夫、勒桑。
勒法韦特的时区为UTC+01:00、UTC+02:00（夏令时）。

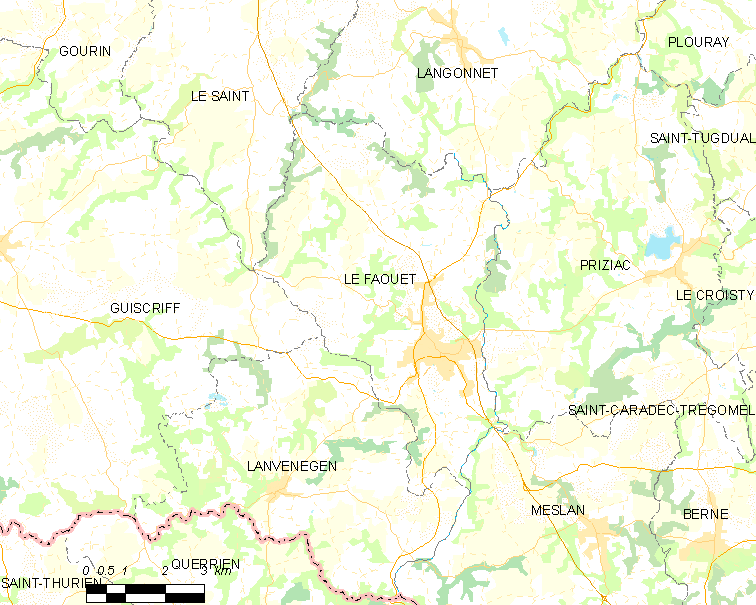
勒法韦特的OSM定位图

## 行政
勒法韦特的邮政编码为56320，INSEE市镇编码为56057。

## 政治
勒法韦特所属的省级选区为古兰县。

## 人口

1962-2008年间勒法韦特人口变化图示

勒法韦特于2022年1月1日时的人口数量为2816人。